# Макменеми, Джимми
Дже́ймс Макме́немин (англ. James McMenamin; 23 августа 1880, Рутерглен, Ланаркшир — 1963, Глазго) — шотландский футболист, играл на позиции нападающего. В составе «Селтика» 11-кратный чемпион Шотландии и 6 обладатель Кубка Шотландии.

## Биография

### Клубная карьера
В начале своей карьеры Макменеми играл за молодёжные команды «Кэмбусланг Хиберниан» и «Рутерглен Гленкэрн». Он проходил просмотр на родине в «Данди» и в английском «Эвертоне».
6 июня 1902 года подписал контракт с «Селтиком». Дебютировал за «кельтов» 29 сентября 1902 года в матче с «Хартсом» — та встреча закончилась со счётом 2:2. Всего в составе «Селтика» Макменеми отыграл 18 лет, сыграл в общей сложности 516 матчей и забил 164 гола. В составе «кельтов» Макменеми становился 11-кратным чемпион Шотландии и 6-кратным обладателем Кубка Шотландии. В 1920 году перешёл в «Партик Тисл», в котором отыграл три сезона и завершил свою карьеру.

### Карьера в сборной
Дебютировал за сборную Шотландии 18 марта 1905 года в матче со сборной Северной Ирландии — Шотландия выиграла матч со счётом 4:0. Всего за сборную Шотландии сыграл 12 матчей и забил 5 голов.

### Тренерская карьера
По окончании игровой карьеры, работал на тренерских должностях в «Партик Тисл» и «Селтике».

### Смерть
Скончался в 1963 году Глазго в возрасте 83 лет.

## Достижения
«Селтик»
- Чемпион Шотландии (11): 1904/05, 1905/06, 1906/07, 1907/08, 1908/09, 1909/10, 1913/14, 1914/15, 1915/16, 1916/17, 1918/19
- Обладатель Кубка Шотландии (6): 1903/04, 1906/07, 1907/08, 1910/11, 1911/12, 1913/14
- Обладатель Кубка Глазго (8): 1905, 1906, 1907, 1908, 1910, 1916, 1917, 1920